# مرسان (سيدي علي بلقاسم)
مرسان هي إحدى مشيخات المملكة المغربية، تتبع جغرافيا لإقليم تاوريرت وإداريًا لسيدي علي بلقاسم. يقدر عدد سكانها بـ 4216 نسمة حسب الإحصاء الرسمي للسكان والسكنى لسنة 2004.